# Matjaž Gantar
Matjaž Gantar, slovenski poslovnež in pilot, * 22. avgust 1963, Ljubljana, Jugoslavija, † 18. marec 2018. 
Najbolj se je uveljavil kot borzni posrednik. Bil je solastnik in predsednik uprave skupine KD Group in eden najbogatejših Slovencev. Z vodenjem skupine KD Group je nadzoroval posle številnih slovenskih podjetij. 
V mladosti je bil glasbenik, znan predvsem kot basist pankerskih skupin Lublanski psi in Pankrti.
Bil je član Sveta RS za visoko šolstvo, član Sveta zaupnikov Univerze na Primorskem, Britanske gospodarske zbornice v Sloveniji in mentor pri mednarodnem podjetniškem programu CEED Top Class. Sodeloval je pri AS Fundaciji, ki štipendira nadarjene učence, ter GEA College - Fakulteti za podjetništvo, prvi zasebni visokošolski ustanovi v Sloveniji.
V zasebnem življenju je bil zbiralec likovnih del, bil je idejni vodja umetniške zbirke AS Galerija. Zadnja leta življenja se je umaknil iz gospodarstva in delal kot pilot pri Adriji Airways na letalih CRJ. Bil je oče štirih otrok.